# Jerzy Pietrzyk
Jerzy Pietrzyk, född den 17 april 1955 i Warszawa, Polen, är en polsk friidrottare inom kortdistanslöpning.
Han tog OS-silver på 400 meters-stafetten vid friidrottstävlingarna 1976 i Montréal.